# عين جلولة
عِين جَلُولَة مدينة تقع بولاية القيروان وقد أصبحت معتمدية بداية من يوم 17 ديسمبر 2015 من الوسط التونسي. ترقيمها البريدي هو 3113.
عين جلولة منطقة بلدية منذ 1957 وهي أول منتج لفاكهة المشمش بالجمهورية التونسية.
كما انها أول منتج لعسل النحل بالجمهورية التونسية.